# Dongjiang (köpinghuvudort i Kina, Jilin)
Dongjiang är en köpinghuvudort i Kina. Den ligger i provinsen Jilin, i den nordöstra delen av landet, omkring 270 kilometer sydost om provinshuvudstaden Changchun. Antalet invånare är 13 388. Befolkningen består av 6 553 kvinnor och 6 835 män. Barn under 15 år utgör 13,0 %, vuxna 15-64 år 79 %, och äldre över 65 år 7,0 %.
Runt Dongjiang är det ganska glesbefolkat, med 27 invånare per kvadratkilometer. Dongjiang är det största samhället i trakten. I omgivningarna runt Dongjiang växer i huvudsak blandskog.
Genomsnittlig årsnederbörd är 1 106 millimeter. Den regnigaste månaden är juli, med i genomsnitt 251 mm nederbörd, och den torraste är januari, med 8 mm nederbörd.